# Oberschweinbach
Oberschweinbach er en kommune i Landkreis Fürstenfeldbruck der ligger i den vestlige del af Regierungsbezirk Oberbayern i den tyske delstat Bayern. Den er en del af Verwaltungsgemeinschaft Mammendorf.

## Geografi
Oberschweinbach ligger i Region München.
I Oberschweinbach ligger landsbyerne Günzlhofen og Spielberg; I Spielberg var der tidligere et kloster for nonner af Franciskanerordenen.